# Costa salvaje
Wildcoast es una organización ambiental internacional sin fines de lucro dedicada a la conservación de los ecosistemas costeros y marinos, así como de la vida silvestre.
Con sede en Del Mar, California, Wildcoast creó en 2007 su división mexicana, Costasalvaje A.C., en Ensenada, con el propósito de gestionar sus programas de conservación en América Latina.
Charity Navigator otorgó a Wildcoast la calificación de cuatro estrellas como organización benéfica. En 2006, la organización recibió el Premio a la Excelencia en Desarrollo Organizacional de Nonprofit Management Solutions. Al año siguiente, fue galardonada con el premio EARTH de San Diego Earthworks, y en 2008 obtuvo el premio Green Wave de la revista Surfer's Path.

## Programas de conservación

### Conservación de áreas silvestres
Una de las principales misiones de Wildcoast es proteger áreas costeras vírgenes y de gran valor ecológico a lo largo de la península de Baja California, incluyendo la Bahía de los Ángeles, la Bahía Concepción, la Bahía Magdalena, la Laguna San Ignacio y la costa del Pacífico Central Norte. Estas regiones, consideradas entre las más importantes del planeta en términos ecológicos, albergan una gran diversidad de vida silvestre, incluidas especies en peligro de extinción como tortugas marinas, ballenas y aves migratorias. Además, son el hogar de comunidades que dependen de lla pesca, la ganadería y el ecoturismo para su sustento. Sin embargo, enfrentan amenazas significativas debido a la construcción de megaresorts, la especulación inmobiliaria, el desarrollo energético y los proyectos mineros.
En colaboración con organizaciones comunitarias locales y propietarios de tierras, Wildcoast apoya iniciativas de conservación mediante servidumbres, reservas privadas, concesiones y proyectos de desarrollo sustentable. Gran parte de estos esfuerzos se realizan junto a miembros de ejidos, cooperativas agrarias comunales y propietarios privados, ayudándolos a preservar sus tierras ancestrales y acceder a incentivos financieros que fomenten su conservación y protección contra el desarrollo no sostenible.
Wildcoast marcó un precedente al trabajar con la Alianza de Conservación de Laguna San Ignacio en la negociación de un acuerdo para salvaguardar 140,000 acres (566.6 km²) del territorio del Ejido Luis Echeverría en la Laguna San Ignacio. Este acuerdo jurídicamente vinculante ha sido reconocido como un modelo de conservación que equilibra la protección del medio ambiente con la preservación del estilo de vida de las comunidades locales. Laguna San Ignacio, además de ser la última laguna de ballenas grises no explotada en el mundo, está designada como Patrimonio de la Humanidad por la UNESCO.
A lo largo de la costa centro-norte de Baja California, Wildcoast ha logrado proteger más de 14 millas (22.5 km) de litoral mediante servidumbres de conservación. Además, ha desempeñado un papel clave en la detención de varios proyectos de megaresorts y marinas planificados para esta región, los cuales habrían puesto en riesgo ecosistemas costeros de gran valor ecológico y biodiversidad a nivel mundial.

### Conservación de la vida silvestre
El Programa de Conservación de Vida Silvestre de Wildcoast se centra en la protección de especies marinas en peligro de extinción y la conservación de sus hábitats. En 2006, la organización lanzó con gran éxito la campaña “Defiende el Mar” para promover la creación de áreas marinas protegidas en la costa central de California y el el Golfo de California en México.
Aprovechando la visibilidad del Mundial de Fútbol de 2006 en Alemania, la campaña contó con el apoyo de las estrellas del fútbol mexicano Jorge Campos y "Kikin" Fonseca, quienes promovieron la importancia de las áreas marinas protegidas. Como resultado de esta iniciativa, se estableció una reserva marina de 1,200,000 acres (4,856.2 km²) en la Bahía de los Ángeles en el Mar de Cortés, así como una red de reservas marinas en las costas de Monterey y Santa Cruz, California.
En reconocimiento a su labor con Wildcoast para la defensa del océano, Jorge Campos, considerado uno de los mejores porteros del mundo, recibió el premio Héroe Ambiental del Acuario de la Bahía de Monterey. Además, entre 2007 y 2008, la campaña pro-AMP de Wildcoast sumó la participación del icónico luchador mexicano El Hijo del Santo, quien promovió activamente la creación de nuevas reservas marinas en California y la conservación marina en México.
La campaña "No comas tortugas marinas" de Wildcoast es un esfuerzo continuo para reducir la demanda de huevos y carne de tortuga marina en México y América Latina. La iniciativa alcanzó reconocimiento internacional gracias a la participación de figuras públicas como la modelo Dorismar y los músicos Maná y Los Tigres del Norte.
La campaña se difundió a través de anuncios de servicio público, carteles, postales y publicidad en paradas de autobús. Además, incluyó una conferencia de prensa y un evento en Acapulco, un punto clave en el comercio ilegal de huevos de tortuga marina. Randy Olson, de Shifting Baselines, llegó a describirla como "la mejor campaña oceánica en la historia de la humanidad".
Recientemente, Wildcoast ha ampliado su enfoque hacia el establecimiento de Áreas Marinas Protegidas en California. La creación de una red de áreas protegidas basada en la ciencia es clave para garantizar la supervivencia de la vida silvestre marina a largo plazo, además de preservar uno de los recursos naturales más valiosos del sur de California.

### Conservación costera
Cada año, miles de californianos están expuestos a desechos peligrosos, virus y bacterias presentes en los millones de galones de agua sin tratar que diariamente desembocan en el océano. Los más afectados son quienes practican actividades recreativas en el mar y las personas que pescan en la frontera entre EE. UU. y México. Para abordar este problema, se creó el Programa de Conservación Costera, cuyo objetivo es concientizar sobre los riesgos para la salud pública y el medio ambiente derivados de la contaminación. Además, busca generar un diálogo entre actores clave, incluyendo residentes, empresas y agencias gubernamentales, así como atraer la atención de los medios de comunicación nacionales sobre una crisis que pone en riesgo a las comunidades y que con frecuencia se percibe como un desafío imposible de resolver.
Wildcoast busca soluciones para combatir la contaminación derivada del crecimiento urbano e industrial en las Californias. En 2006, lanzó la campaña “¡Agua limpia ahora!” a lo largo de la frontera entre Estados Unidos y México, con el objetivo de reducir la exposición de los niños a aguas residuales tóxicas y disminuir el número de cierres de playas en la región. Como parte de esta iniciativa, contribuyó a ejercer presión sobre un contratista para que limpiara los sistemas de alcantarillado en la zona fronteriza, eliminando así el flujo de aguas residuales.
Como parte de su compromiso con la participación comunitaria en soluciones para el acceso a agua limpia en la frontera entre Estados Unidos y México, Wildcoast organizó tres foros comunitarios donde los residentes pudieron dialogar sobre la problemática y explorar formas de involucrarse. Más de 100 personas asistieron y se comprometieron a respaldar la campaña.
Además, Wildcoast patrocinó el 2º Concurso Anual de Surf Kids for Clean Water y la 4ª Sesión Anual de Expresión y Festival del Océano Dempsey Holder Memorial. Estos eventos reunieron a más de 600 personas de diversos sectores, quienes aprendieron sobre la contaminación oceánica y las estrategias para combatirla.
En 2008, gracias a la gestión de la senadora Dianne Feinstein y con el respaldo de la Casa Blanca, se destinaron más de 66 millones de dólares para mejorar las instalaciones de tratamiento de aguas residuales en la frontera entre Estados Unidos y México.
Wildcoast es miembro de Save San Onofre, una coalición dedicada a detener la construcción de una carretera de peaje que tendría un impacto negativo en la icónica zona de surf Trestles y el Parque Estatal de San Onofre, en el condado de Orange, California.
Como parte de la campaña, se organizó un viaje a Sacramento para solicitar a los legisladores la cancelación del proyecto, además de participar en la multitudinaria protesta Gran Miércoles, realizada en el recinto ferial de Del Mar en febrero de 2008, en oposición a la construcción de la carretera.

## Campañas
- Exigiendo el fin de la contaminación de los océanos – ¡Agua Limpia Ya de Wildcoast! página
- Protegiendo a los tiburones de la explotación - Tiburones de Wildcoast... ¿Máquinas de matar o víctimas? página
- Defendiendo el mar de los residuos tóxicos y la sobrepesca - Página Defiende el Mar de Wildcoast
- Salvando a las tortugas marinas en peligro de extinción - Página de tortugas marinas de Wildcoast
- Preservando la hermosa Laguna San Ignacio - Página de Laguna San Ignacio de Wildcoast

## Medios de comunicación
Wildcoast se distingue por su habilidad para colaborar con medios de comunicación en inglés y español, logrando visibilizar temas críticos de conservación costera y marina a nivel global. Su trabajo ha sido cubierto por medios de renombre como The New York Times, The Wall Street Journal, Associated Press, BBC News, National Public Radio, NBC Nightly News, The Today Show, CBS News, Good Magazine y Newsweek.
Además, la organización es una invitada frecuente en canales de televisión como Televisa, TV Azteca, Azteca América, Univisión y Telemundo, donde difunde su labor en la protección de los océanos y los ecosistemas marinos.

## Cultura popular
Wildcoast colaboró con el elenco y el equipo de la serie de HBO John from Cincinnati durante el rodaje en Imperial Beach. Sus carteles de la campaña "Clean Water Now" aparecen de manera destacada en la tienda de surf de Yost, mientras que el personal, las camisetas y los eventos de la organización también tienen presencia en la serie.
Además, en los créditos iniciales se incluyen escenas con las estrellas de la eco-lucha libre de Wildcoast, resaltando su labor en la defensa del medio ambiente.